# Sizaire-Naudin

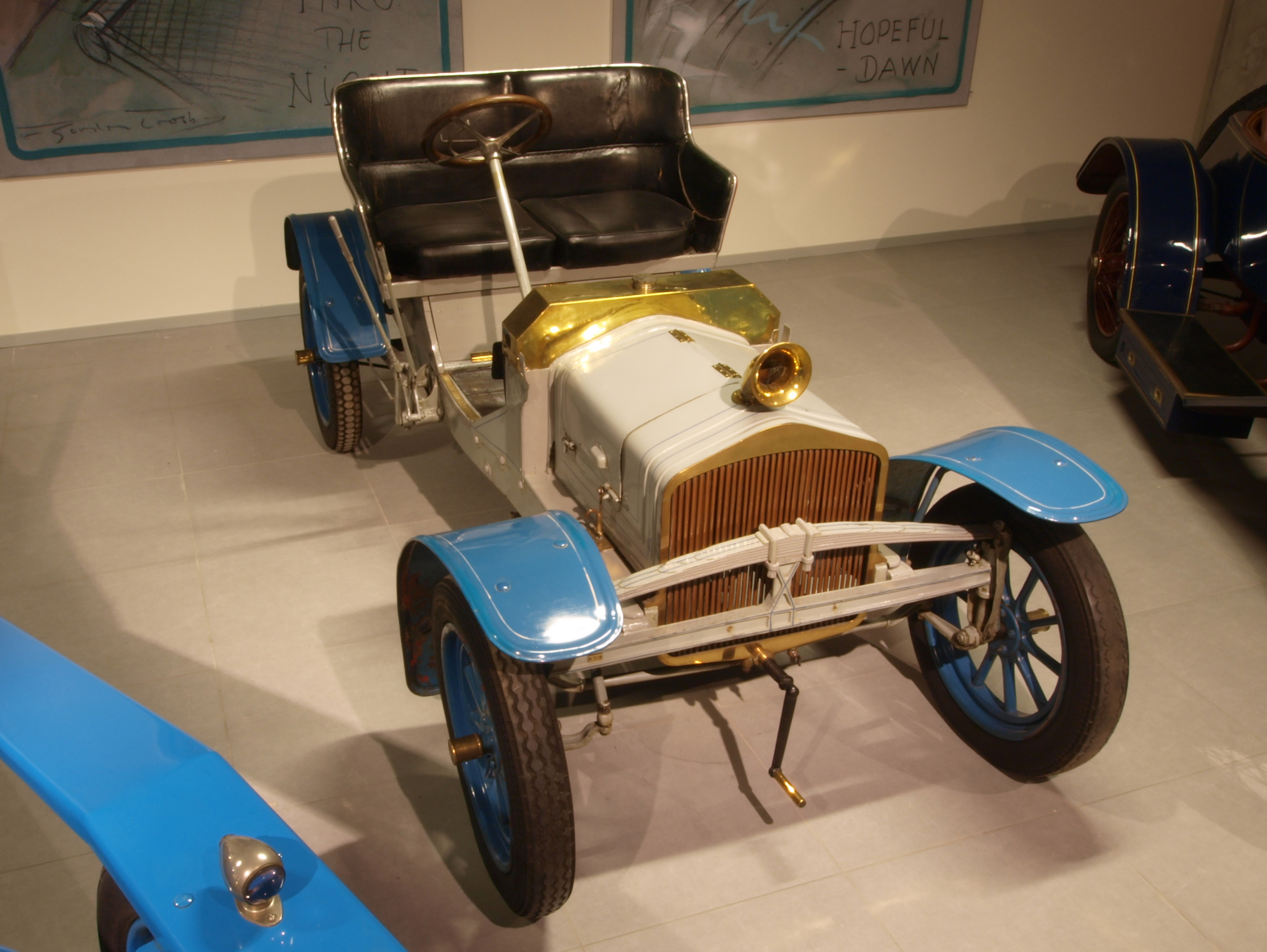
Sizaire-Naudin (1906)

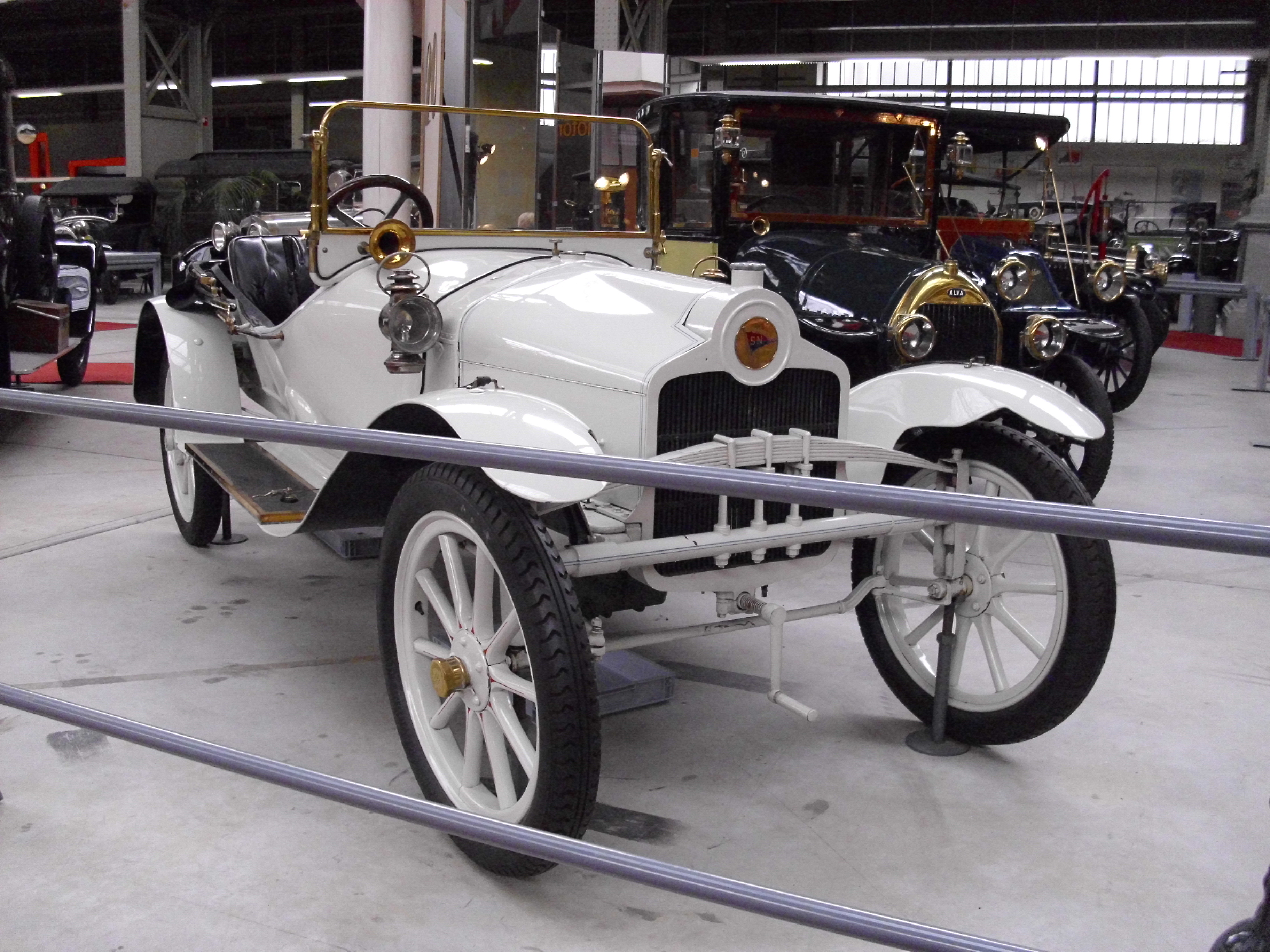
Sizaire-Naudin (1910)

Sizaire-Naudin byl francouzský výrobce automobilů.

## Historie společnosti

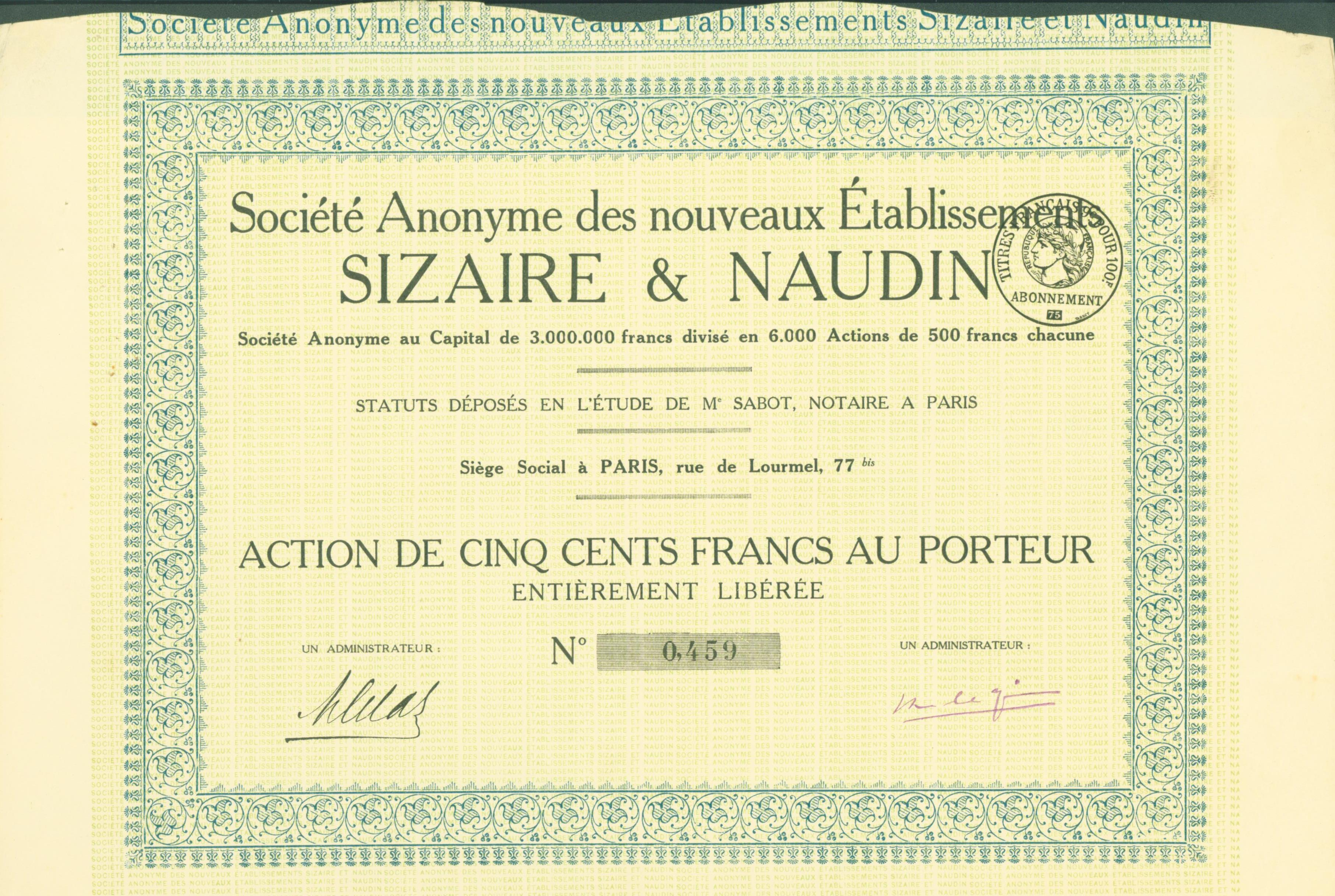
Akcie za 500 franků v Sizaire & Naudin vydaná 1. ledna 1912

Maurice Sizaire (1877–1970), jeho bratr Georges (1880–1934) a společník Louis Naudin (1876–1913) založili 1. června 1903 v Paříži společnost SA des Automobiles Sizaire et Naudin a v roce 1905 začali vyrábět automobily pod značkou Sizaire-Naudin. Sídlem firmy byla továrna na adrese 52 rue Victor-Hugo, Courbevoie. Ve stejném roce představila firma svůj vůz na Pařížském autosalonu. Louis Naudin zemřel v roce 1913. Už v předešlém roce museli firmu opustit oba bratři Sizaireové, a ta se přejmenovala na Société des Nouveaux Établissements Sizaire et Naudin. Ta v roce 1921 ukončila činnost. Bratři Sizaireové ale už v roce 1913 založili novou firmu Société Nouvelle des Autos Sizaire a v roce 1923 Sizaire Frères.

## Vozidla
Společnost Sizaire-Naudin vyráběla malé, dvoumístné sportovní automobily, osazené jednoválcovým motorem De Dion-Bouton o objemu 918 cm³. Tyto motory dosáhly v roce 1910 objemu až 1583 cm³ a byly vyráběny do roku 1913. Vozy Sizaire et Naudin dosáhly velkých úspěchů v období prvních závodů vozů typu voiturette, kdy bylo pravidly omezeno vrtání válců, ale nebyl omezen zdvih. Toto období trvalo od roku 1906 do roku 1909, a firma se závodů účastnila až do roku 1911. V roce 1911 byl představen typ se čtyřválcovým motorem firmy Ballot.
Po první světové válce vznikly v nové firmě Société des Nouveaux Établissements Sizaire et Naudin modely 13 CV a 17 CV s motory Ballot, založené na designu vozů předválečných. Výrobce opět zaujal na Pařížském autosalonu v říjnu 1919, kde představil čtyřmístný vůz ve tvaru „torpéda“ označený „D“ s rozvorem 2820 mm a poháněný čtyřválcovým motorem o objemu 2292 cm³. Ten byl automobilkou nabízen za 24 000 franků. Od roku 1921 vznikala opět i vozidla typu voiturette.
Vozidlo značky vystavuje Musée Henri Malartre v Rochetaillée-sur-Saône. Firma Sizaire & Naudin je považována za prvního výrobce, který v malých sériích vyráběl jako první vozy s nezávislým zavěšením přední nápravy.

## Závod kolem světa
Firma postavila také speciál pro první závod kolem světa. Start závodu byl 12. února 1908 v New Yorku, jeho trasa vedla přes celé Spojené státy do Seattlu. Původní trasa měla vést na Aljašku, kam se měli závodníci přepravit lodí, po zjištění skutečných podmínek posádkou vedoucího vozu v Nome byl závod přesměrován a vedl ze Seattlu lodí přes Pacifik do Jokohamy a Vladivostoku, dále přes Mandžusko a Mongolsko na Sibiř a přes celé Rusko do cíle v Paříži. Přihlášeno bylo původně 13 vozů, na startu jich ale bylo pouze šest: kromě vozu Sizaire-Naudin se účastnily vozy De Dion-Bouton, Motobloc reprezentující Francii, Züst (Itálie), Protos (Německo) a Thomas (USA).